# Koshantschikovius buchamaensis
Koshantschikovius buchamaensis är en skalbaggsart som beskrevs av Bordat 2005. Koshantschikovius buchamaensis ingår i släktet Koshantschikovius och familjen Aphodiidae. Inga underarter finns listade i Catalogue of Life.